# Bangem
Bangem – miasto w Kamerunie, w Regionie Południowo-Zachodnim, stolica departamentu Koupe-et-Manengouba. Liczy około 4,7 tys. mieszkańców.